# Blueface
Johnathan Michael Porter (Los Angeles, 20 de janeiro de 1997), mais conhecido como Blueface, é um rapper, compositor e ex-jogador de futebol americano norte-americano.

## Discografia

### Álbuns de Estúdio
- Find The Beat (2020)

### Mixtapes
- Famous Cryp (2018)

### EPs
- Two Coccy (2018)
- Dirt Bag (2019)